# Scapophyllia cylindrica
Scapophyllia cylindrica là một loài san hô trong họ Merulinidae. Loài này được Milne Edwards & Haime mô tả khoa học năm 1848.